# Miss Scandinavia

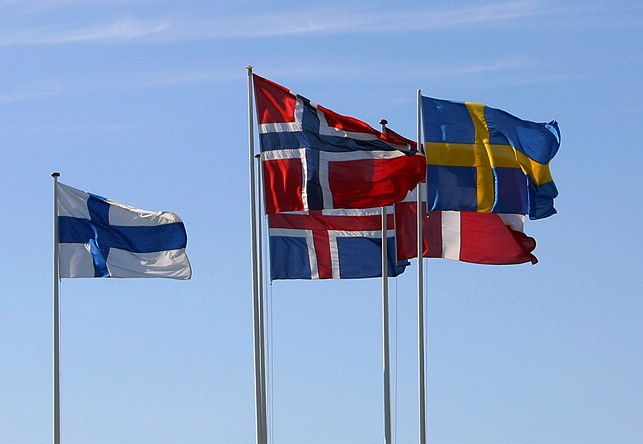
Flaggen der fünf am Wettbewerb teilnehmenden Länder

Miss Scandinavia war ein gemeinsamer Schönheitswettbewerb der nordeuropäischen Länder für unverheiratete Frauen.
Die erste Wahl zur Miss Norden fand 1961 in Reykjavík (Island) statt, mit je einer Teilnehmerin aus jedem der fünf skandinavischen Länder Dänemark, Finnland, Island, Norwegen und Schweden.
Diese Anregung wurde in Finnland aufgegriffen, und am 6. Januar 1963 gab es in Helsinki erstmals einen Wettbewerb unter dem Namen Miss Scandinavia. Die nächste Veranstaltung fand dort am 13. Oktober des gleichen Jahres statt (Miss Scandinavia 1964). Ausrichter war die Agentur Finnartist in Kooperation mit dem einheimischen Fernsehsender YLE, der den Wettbewerb auch übertrug. Fortan nahmen aus jedem Land zwei Kandidatinnen teil.
Bis auf 1961 und 1963 fand die Austragung jeweils am Ende des Jahres statt, das dem (in der Tabelle angegebenen) „Amtsjahr“ vorausging – zumeist im Oktober. Für 2006 wurde keine Miss Scandinavia mehr gewählt, anschließend der Wettbewerb mit Miss Baltic Sea verschmolzen: Miss Baltic Sea and Scandinavia. Teilnahmeberechtigt sind alle Länder, die bei den Vorgänger-Wettbewerben kandidieren konnten. Für Frauen aus dem gesamten europäischen Raum gibt es die Wahl zur Miss Europe.

## Siegerinnen seit 1961
| Jahr    | Miss Norden                                                | Miss Norden                                                | Platz 2                                                    | Platz 2                                                    | Platz 3                                                    | Platz 3                                                    |
| ------- | ---------------------------------------------------------- | ---------------------------------------------------------- | ---------------------------------------------------------- | ---------------------------------------------------------- | ---------------------------------------------------------- | ---------------------------------------------------------- |
| 1961    | Rigmor Trengereid                                          | Norwegen                                                   | Brigitte Heiberg                                           | Danemark                                                   | Inger Lundquist                                            | Schweden                                                   |
| Jahr    | Miss Scandinavia                                           | Miss Scandinavia                                           | Platz 2                                                    | Platz 2                                                    | Platz 3                                                    | Platz 3                                                    |
| 1963    | Kaarina Marita Leskinen                                    | Finnland                                                   | Monica Rågby                                               | Schweden                                                   | Guðrun Bjarnadóttir                                        | Island                                                     |
| 1964    | Þelma Ingvarsdóttir                                        | Island                                                     | Aino Korwa                                                 | Danemark                                                   | Marja-Liisa Ståhlberg                                      | Finnland                                                   |
| 1965    | Birgitta Alverjung                                         | Schweden                                                   | Sirpa Suosmaa                                              | Finnland                                                   | Agneta Malmgren                                            | Schweden                                                   |
| 1966    | Elsa Brun                                                  | Norwegen                                                   | Eija Häkkinen                                              | Finnland                                                   | Virpi Miettinen                                            | Finnland                                                   |
| 1967    | Satu Charlotta Östring                                     | Finnland                                                   | Siri Nilsson                                               | Norwegen                                                   | Anne-Birthe Hansen                                         | Danemark                                                   |
| 1968    | Eva-Lisa Svensson                                          | Schweden                                                   | Gro Goksør                                                 | Norwegen                                                   | Ritva Lehto                                                | Finnland                                                   |
| 1969    | Tone Knaran                                                | Norwegen                                                   | Gunilla Friden                                             | Schweden                                                   | Anna-Marie Hellqvist                                       | Schweden                                                   |
| 1970    | Harriet Eriksson                                           | Finnland                                                   | Ing-Marie Ahlin                                            | Schweden                                                   | Maria Baldursdóttir                                        | Island                                                     |
| 1971    | Britt-Inger Johansson                                      | Schweden                                                   | Aud Fosse                                                  | Norwegen                                                   | Vibeke Steineger                                           | Norwegen                                                   |
| 1972    | Eila Kivistö                                               | Finnland                                                   | Vava Öianger                                               | Schweden                                                   | Anette Knudsen                                             | Danemark                                                   |
| 1973    | Tuula Anneli Björkling                                     | Finnland                                                   | Elisabet Johnson                                           | Schweden                                                   | Anne Bäckström                                             | Schweden                                                   |
| 1974    | Monica Sundin                                              | Schweden                                                   | Aina Walle                                                 | Norwegen                                                   | Raija Stark                                                | Finnland                                                   |
| 1975    | Lena Olin                                                  | Schweden                                                   | Torill Larsen                                              | Norwegen                                                   | Leena Kaarina Vainio                                       | Finnland                                                   |
| 1976    | nicht ausgetragen                                          | nicht ausgetragen                                          | nicht ausgetragen                                          | nicht ausgetragen                                          | nicht ausgetragen                                          | nicht ausgetragen                                          |
| 1977    | Bente Lihaug                                               | Norwegen                                                   | Marie Borhäll                                              | Schweden                                                   | Suvi Lukkarinen                                            | Finnland                                                   |
| 1978    | Birgitta Lindvall                                          | Schweden                                                   | Åshild Jenny Ottesen                                       | Norwegen                                                   | Armi Anja Orvokki Aavikko                                  | Finnland                                                   |
| 1979    | Susanne Olsson                                             | Schweden                                                   | Elisabeth Klæbø                                            | Norwegen                                                   | Seija Kaarin Paakkola                                      | Finnland                                                   |
| 1980    | Käte Nyberg                                                | Finnland                                                   | Christina Bolinder                                         | Schweden                                                   | Anette Ekström                                             | Schweden                                                   |
| 1981    | Mona Olsen                                                 | Norwegen                                                   | Marja-Leena Palo                                           | Finnland                                                   | Eva Brigitta Andersson                                     | Schweden                                                   |
| 1982    | Eva-Lena Lundgren                                          | Schweden                                                   | Elisabet Traustadóttir                                     | Island                                                     | Merja Orvokki Varvikko                                     | Finnland                                                   |
| 1983–85 | nicht ausgetragen                                          | nicht ausgetragen                                          | nicht ausgetragen                                          | nicht ausgetragen                                          | nicht ausgetragen                                          | nicht ausgetragen                                          |
| 1986    | Sig Sigfursdóttir                                          | Island                                                     | Bolette Christopherson                                     | Schweden                                                   | Halla Bryndís Jónsdóttir                                   | Island                                                     |
| 1987    | Hege Rasmussen                                             | Norwegen                                                   | Tuula Polvi                                                | Finnland                                                   | Pia Larsen                                                 | Danemark                                                   |
| 1988    | Maria Valtonen                                             | Finnland                                                   | Hanne Bender                                               | Norwegen                                                   | Annelie Erickson                                           | Schweden                                                   |
| 1989    | Helle Hansen                                               | Norwegen                                                   | Nina Björnström                                            | Finnland                                                   | Ellinor Persson                                            | Schweden                                                   |
| 1990    | Louise Drevenstam                                          | Schweden                                                   | Hugrún Linda Guðmundsdóttir                                | Island                                                     | Åsa Maria Lövdahl                                          | Finnland                                                   |
| 1991    | Nina Björkfelt                                             | Finnland                                                   | Tiina Vierto                                               | Finnland                                                   | Anne-Christine Østergård                                   | Danemark                                                   |
| 1992    | Nina Autio                                                 | Finnland                                                   | Jeannette Scheef                                           | Danemark                                                   | Julianne Skovli                                            | Norwegen                                                   |
| 1993    | Þorunn Larusdóttir                                         | Island                                                     | Anne Camilla Gjesdal                                       | Norwegen                                                   | Monica Brodd                                               | Schweden                                                   |
| 1994    | Beatrice Magnusson                                         | Schweden                                                   | Emilia Söderman                                            | Finnland                                                   | Maria Hitsoy                                               | Norwegen                                                   |
| 1995    | Birna Bragadóttir                                          | Island                                                     | Hilde Arnesen                                              | Norwegen                                                   | Camilla Karlsson                                           | Schweden                                                   |
| 1996    | Sandra Hjort                                               | Schweden                                                   | Toni Gaath                                                 | Norwegen                                                   | Brynja Björg Hardardóttir                                  | Island                                                     |
| 1997    | Lola Odusoga                                               | Finnland                                                   | Harpa Ros Gisladóttir                                      | Island                                                     | Joan Morberg Nielsen                                       | Danemark                                                   |
| 1998    | Dagmar Íris Gylfadóttir                                    | Island                                                     | Karita Hanna-Maria Tuomola                                 | Finnland                                                   | Lisbet Dinsen                                              | Danemark                                                   |
| 1999    | Jonna Kauppila                                             | Finnland                                                   | Mandi Malek                                                | Finnland                                                   | Berglind Hreidarsdóttir                                    | Island                                                     |
| 2000    | Saija Palin                                                | Finnland                                                   | Annete Oldenburg                                           | Danemark                                                   | Vanessa Forsman                                            | Finnland                                                   |
| 2001    | Jenni Dahlman                                              | Finnland                                                   | Suvi Miinala                                               | Finnland                                                   | Elin Magnusdóttir                                          | Island                                                     |
| 2002    | Íris Björk Árnadóttir                                      | Island                                                     | Susanna Tervaniemi                                         | Finnland                                                   | Louise Veng                                                | Danemark                                                   |
| 2003    | Marna Haugen                                               | Norwegen                                                   | Manuela Ósk Harðardóttir                                   | Island                                                     | Kaisa Jaako                                                | Finnland                                                   |
| 2004    | Piritta Hannula                                            | Finnland                                                   | Catherine Strand                                           | Norwegen                                                   | Camilla Strand                                             | Norwegen                                                   |
| 2005    | Gitte Hanspal                                              | Danemark                                                   | Mira Salo                                                  | Finnland                                                   | Sigrun Bender                                              | Island                                                     |
| 2006    | Nicht ausgetragen, danach mit Miss Baltic Sea verschmolzen | Nicht ausgetragen, danach mit Miss Baltic Sea verschmolzen | Nicht ausgetragen, danach mit Miss Baltic Sea verschmolzen | Nicht ausgetragen, danach mit Miss Baltic Sea verschmolzen | Nicht ausgetragen, danach mit Miss Baltic Sea verschmolzen | Nicht ausgetragen, danach mit Miss Baltic Sea verschmolzen |